# Santa Inés
Santa Inés è un comune spagnolo di 150 abitanti situato nella comunità autonoma di Castiglia e León.